# 花巻市スポーツキャンプむら

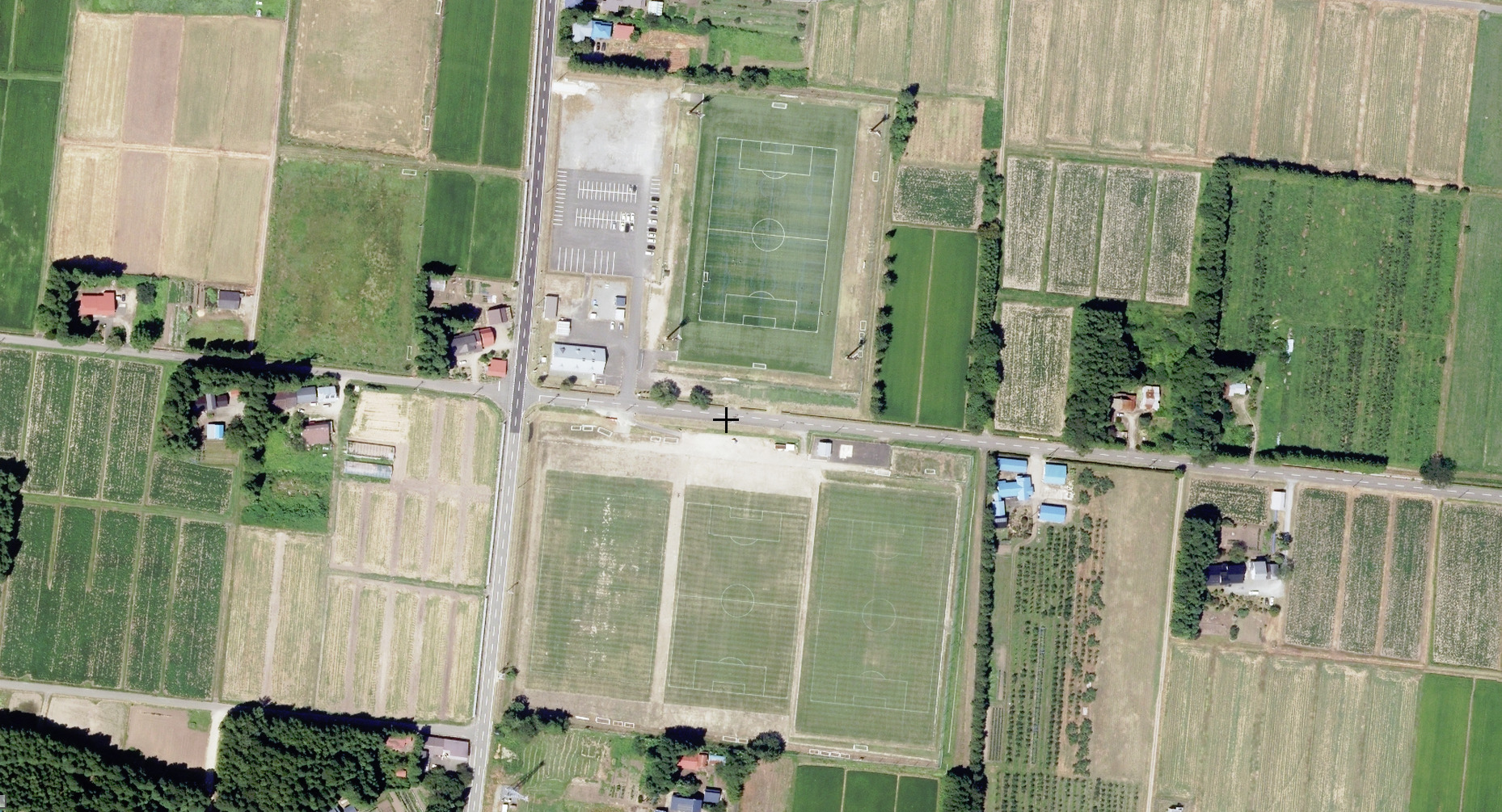
花巻市スポーツキャンプむら

花巻市スポーツキャンプむら（はなまきしスポーツキャンプむら）は、岩手県花巻市にあるサッカーグラウンドである。

## 概要
天然芝のグラウンドが４面あり、サッカー、ラグビー、アメリカンフットボールなどの練習グラウンドとして使用されている。また東北社会人サッカーリーグやユース年代のサッカー公式戦などでも使用されることもある。

2002年FIFAワールドカップ公認キャンプ候補地にも認定されている。

2013年、第71回国民体育大会の整備事業としてメイングラウンドが人工芝（日本サッカー協会公認ロングパイル人工芝ピッチ）へ改修された。

## 施設概要
所在地
岩手県花巻市太田第11地割363-1
メイングラウンド
- 153m×88m　1面（人工芝）
- 夜間照明施設

サブグラウンド
- 144m×69m　3面

クラブハウス
- ミーティングルーム　2室
- シャワー室　2室
- 審判員更衣室　1室
- 駐車場　250台